# Hardin County (Illinois)
Das Hardin County ist ein County im US-amerikanischen Bundesstaat Illinois. Im Jahr 2010 hatte das County 4320 Einwohner und eine Bevölkerungsdichte von 9,4 Einwohnern pro Quadratkilometer. Der Verwaltungssitz (County Seat) ist Elizabethtown.

## Geografie
Das County liegt im Süden von Illinois am Ohio River, der im Osten und Süden die Grenze zu Kentucky bildet. Es hat eine Fläche von 470 Quadratkilometern, wovon acht Quadratkilometer Wasserfläche sind. An das Hardin County grenzen folgende Nachbarcountys:
| Saline County                | Gallatin County |                              |
| Pope County                  |                 | Union County (Kentucky)      |
| Livingston County (Kentucky) |                 | Crittenden County (Kentucky) |

## Geschichte
Das Hardin County wurde am 1. März 1839 aus Teilen des Pope County und des Gallatin County gebildet. Benannt wurde es nach John Hardin (1753–1792), einem Offizier der Kontinentalarmee während des Amerikanischen Unabhängigkeitskrieges.
Der erste Verwaltungssitz war in McFarlan's Ferry, das später in Elizabethtown umbenannt wurde, nach McFarlan's Ehefrau Elizabeth. Er war auch der erste, der 1812 schon ein Backstein-Gebäude mit Blick über den Ohio River erbaute, ebenso das Rose Hotel, das 1998 aufwändig restauriert wurde und heute das älteste Hotel in Illinois ist.

## Demografische Daten
Nach der Volkszählung im Jahr 2010 lebten im Hardin County 4320 Menschen in 1929 Haushalten. Die Bevölkerungsdichte betrug 9,4 Einwohner pro Quadratkilometer. In den 1929 Haushalten lebten statistisch je 2,24 Personen.
Ethnisch betrachtet setzte sich die Bevölkerung zusammen aus 97,3 Prozent Weißen, 0,3 Prozent Afroamerikanern, 0,6 Prozent amerikanischen Ureinwohnern, 0,5 Prozent Asiaten sowie aus anderen ethnischen Gruppen; 0,8 Prozent stammten von zwei oder mehr Ethnien ab. Unabhängig von der ethnischen Zugehörigkeit waren 1,3 Prozent der Bevölkerung spanischer oder lateinamerikanischer Abstammung.
20,3 Prozent der Bevölkerung waren unter 18 Jahre alt, 59,4 Prozent waren zwischen 18 und 64 und 20,3 Prozent waren 65 Jahre oder älter. 50,3 Prozent der Bevölkerung war weiblich.

Das jährliche Durchschnittseinkommen eines Haushalts lag bei 33.367 USD. Das Prokopfeinkommen betrug 19.202 USD. 21,4 Prozent der Einwohner lebten unterhalb der Armutsgrenze.

## Ortschaften im Hardin County
| City - Rosiclare | Villages - Cave-In-Rock - Elizabethtown |

Unincorporated Communities
| - Cadiz - Eichorn - Finneyville - Gross - Hicks | - Humm Wye - Karbers Ridge - Lamb - Loves Corner - Peters Creek | - Rock Creek - Saline Landing - Shetlerville - Sparks Hill |

## Gliederung
Das Hardin County ist in sechs Bezirke (precincts) eingeteilt:
| Bezirk                | Einwohner (2010) | FIPS     |
| --------------------- | ---------------- | -------- |
| Cave-In-Rock precinct | 692              | 17-90666 |
| McFarlan precinct     | 703              | 17-91998 |
| Monroe precinct       | 638              | 17-92170 |
| Rock precinct         | 514              | 17-92995 |
| Rosiclare precinct    | 1186             | 17-93050 |
| Stone Church precinct | 587              | 17-93276 |